# La madriguera
La Madriguera és una pel·lícula espanyola espanyola dirigida per Carlos Saura, estrenada el 1969. Ha estat doblada al català.

## Argument
Teresa i Pedro porten una vida bastant convencional, ell és directiu en el sector de l'automòbil, ella fa shopping amb les seves amigues i es posa bonica per al seu marit. Són feliços, fins que arriben a casa els mobles de la família de Teresa, per una herència. A poc a poc, els mobles carregaran la casa i el passat de Teresa sortirà a la superfície.

## Repartiment
- Geraldine Chaplin: Teresa
- Per Oscarsson: Pedro
- Teresa del Río: Carmen
- Julia Peña: Águeda
- Emiliano Redondo: Antonio
- María Elena Flores: Rosa
- Gloria Berrocal: la tante

## Premis i nominacions
Nominacions
- 1969: Os d'Or

Medalles del Cercle d'Escriptors Cinematogràfics
| Any  | Categoria       | Pel·lícula   | Resultat  |
| ---- | --------------- | ------------ | --------- |
| 1969 | Millor director | Carlos Saura | Guanyador |